# Lost Pearls
Lost Pearls – album kompilacyjny brytyjskiego zespołu Wishbone Ash.

## Lista utworów
Na albumie znajdują się następujące utwory:
1. Is Justice Done?
2. Bells Chime
3. Hard on You
4. Out on a Limb
5. Where Have You Been?
6. Halfway House (Martin, vocal)
7. Halfway House (Claire, vocal)
8. Football and Boxing
9. John Sherry Jam
10. Too Much Monkey Business (Live) (Demo Version)
11. Night Hawker
12. Sheriff of Sherwood (Demo Version)

## Twórcy albumu
Autorami albumu są:
- Martin Turner – bas, wokal
- Steve Upton – perkusja
- Andy Powell – gitara, wokal
- Laurie Wisefield – gitara, wokal
- Claire Hamill – wokal (piosenka 7)
- Trevor Bolder – bas (piosenka 11)